# Rosa Caracciolo
Rosa Caracciolo, seudónimo de Rosza Tassi (Budapest, 29 de junio de 1972), es una exmodelo y exactriz pornográfica húngara nacionalizada italiana.

## Biografía
Caracciolo fue Miss Hungría en 1990. Se casó con el famoso actor pornográfico Rocco Siffredi, y poco después entró en el negocio de las películas porno.
En su época de actriz porno, Rosa Caracciolo fue muy criticada por entrar al negocio de las películas para adultos tras haber sido coronada tiempo atrás como Miss Hungría.
Fue la versión erótica "Tarzan" el culmen de su carrera en la industria del entretenimiento para adultos, pues fue el famoso actor y aún esposo Rocco Siffredi quien la ánimo a coprotagonizar la película que la lanzó al estrellato, para luego continuar con diferentes producciones cinematográficas de gran éxito para posteriormente pasar al retiro a los cuatro años de su debut.

## Filmografía
- (V) = se grabó directo para video
- aka (also known as) = también conocida como

1. Rock and Roll. Rocco Part II (1997) (V)
2. Rocco e le storie tese (1997) (V)
3. Rocco the Italian Stallion 2 (1997)
4. Le combat des chefs (1996) (V)... aka The Boxer 2 (USA: título para DVD)... aka The Stallion 2 (USA)
5. Rock and Roll. Rocco Part I (1996) (V)
6. The Last Fight (1996) (V)... aka Rocco the Last Fight (Italia: título completo)
7. The Bodyguard (1995) (V)
8. Hamlet: For the Love of Ophelia (1995) (V)... aka Amleto - per amore di Ofelia (Italy)... aka Le peccanti avventure erotiche di Amleto (Italy)... aka X Hamlet (USA: DVD title)
9. Tarzhard: Il ritorno (1995) (V) ... Jane ... aka Tarzan 2 - Il ritorno del figlio della giungla (Italy)... aka Tarzhard - The Return (International: English title)... aka Tharzan 2 (Italy)
10. Marquis de Sade (1994) ... Renee De Montreuil... aka Il marchése De Sade - Oltre ogni perversione (Italy)... aka Il marchese de Sade (Italy: alternative title)
11. Tarzan, il figlio de la jungla (1994) (V) ... Jane ... aka Jungle Heat (USA: video title) (USA)... aka Avventure erotiche nella giungla (Italy: soft porn version)... aka Jane: The Sexual Adventures of a Jungle Girl (USA: video catalogue title)... aka Tarzan X... aka Tarzan-X: Shame of Jane (USA)... aka Tarzhard... aka Tharzan
12. Anal Delinquent (1993) (V) (como Rossa)
13. County Line (1993) (V)
14. Deep Cheeks IV (1993) (V) (como Rossa)
15. Guardaspalle (1993)